# 1130

## Догађаји
- 22. јануар – Ратови династије Ђин и Сунг: Снаге династије Ђин освајају Хангџоу а нешто касније и Шаоксинг.
- 14. фебруар – Папа Инокентије II наслеђује папу Хонорија II као 164. папа. Међутим, друге фракције (укључујући Руђера II од Сицилије) подржавају Анаклета II као папу, што доводи до папског раскола 1130. године, а Инокентије бежи у Француску.
- 26. март – Магнус IV и његов ујак Харалд Гил постају заједнички краљеви Норвешке, започињући еру грађанског рата у Норвешкој.
- 24. април – Ратови династије Ђин и Сонг: Битка код Хуангтианданга – Поморске снаге династије Сунг заробљавају трупе династије Вуџу династије Ђин у граду 48 дана.
- 25. децембар — Руђер II је крунисан за краља Сицилије.
- Магнус Јаки је свргнут са места краља Јеталанда, када се Сверкер Старији прогласио краљем Шведске.
- Српски кнез Деса, је загосподарио Захумљем, а убрзо и Травунијом и Дукљом. Урошева ћерка Јелена удала се за Белу II, сина угарског краља Стефана.

## Рођења
- Балдуин III, краљ Јерусалима (у. 1162)

## Смрти
- 13. фебруар — Хонорије II, римски папа (р. 1060)
- 26. март — Сигурд Крсташ, краљ Норвешке (р. 1090)

- Боемунд II од Антиохије

- Ел Амир